# Varennes (Somme)
Pour les articles homonymes, voir Varennes.
Varennes est une commune française située dans le département de la Somme, en région Hauts-de-France. La commune est couramment désignée sous le nom de Varennes-en-Croix, notamment sur les panneaux d'entrée du village.

## Géographie

### Localisation
Varennes est un village rural picard de l'Amiénois, situé à 3 km d'Acheux-en-Amiénois, 12 km d'Albert, 21 km de Doullens et 26 d'Amiens.

#### Communes limitrophes

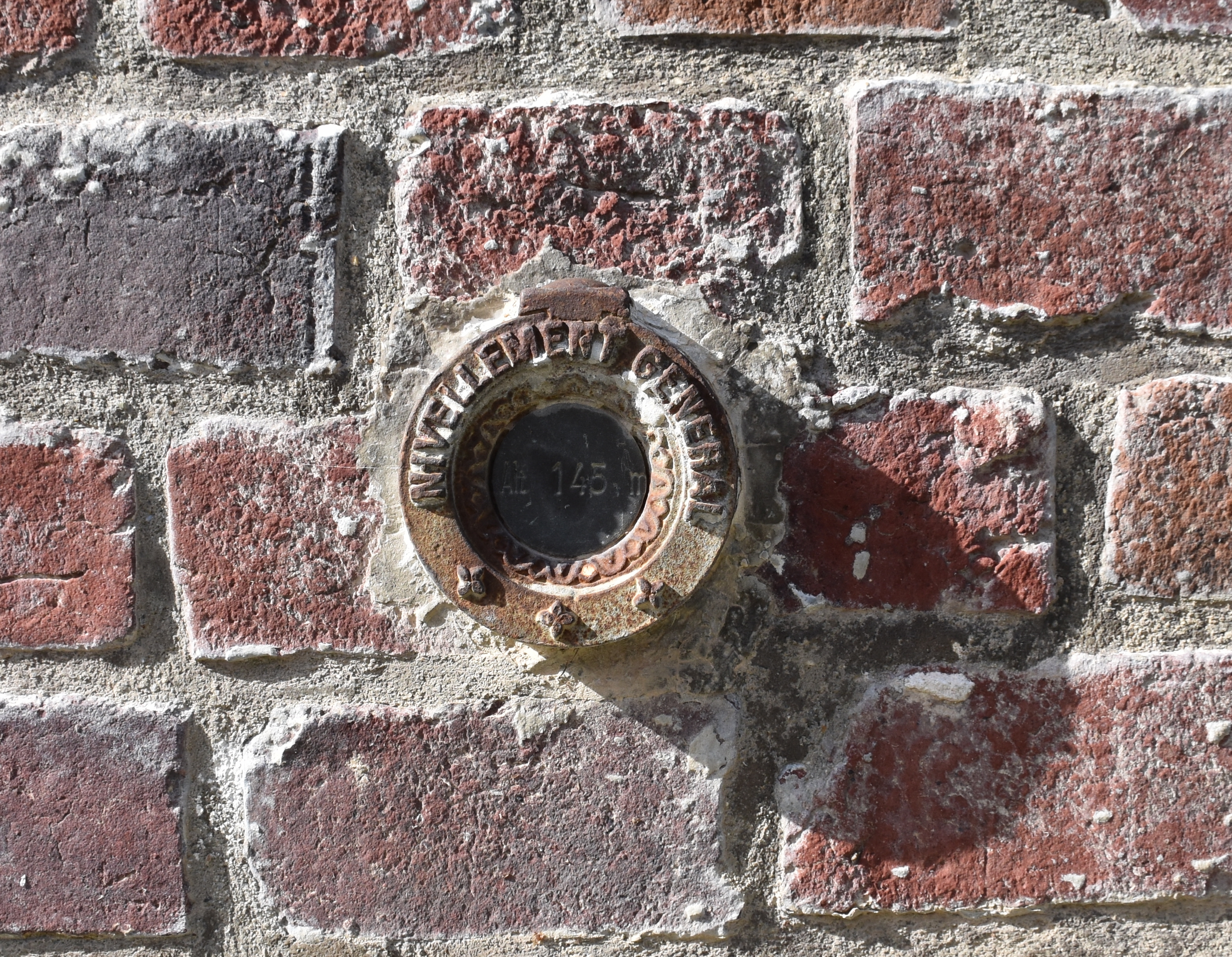
Borne de nivellement sur le mur de l'église - Altitude 145 m.

| Léalvillers | Acheux-en-Amiénois | Forceville |
|             | Varennes-en-Croix  | Hédauville |
| Harponville | Warloy-Baillon     |            |

### Nature du sol et du sous-sol
Le sol de la commune est de nature argileuse et le sous-sol de nature calcaire.

### Hydrographie
La commune est située dans le bassin Artois-Picardie. Elle n'est drainée par aucun cours d'eau.

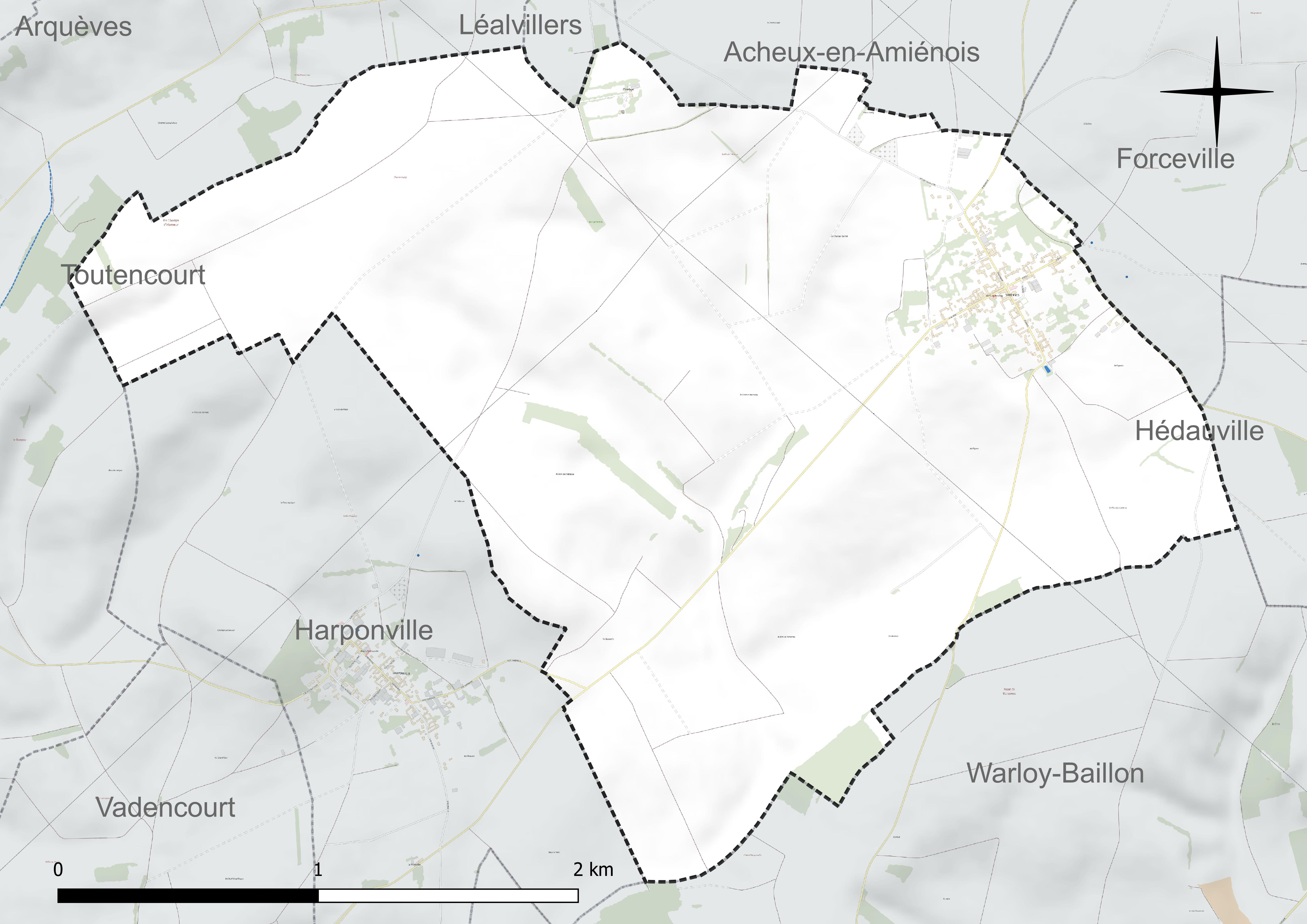
Réseau hydrographique de Varennes.

### Climat
Pour des articles plus généraux, voir Climat des Hauts-de-France et Climat de la Somme.
En 2010, le climat de la commune est de type climat océanique dégradé des plaines du Centre et du Nord, selon une étude du CNRS s'appuyant sur une série de données couvrant la période 1971-2000. En 2020, Météo-France publie une typologie des climats de la France métropolitaine dans laquelle la commune est exposée à un climat océanique et est dans la région climatique Nord-est du bassin Parisien, caractérisée par un ensoleillement médiocre, une pluviométrie moyenne régulièrement répartie au cours de l'année et un hiver froid (3 °C).
Pour la période 1971-2000, la température annuelle moyenne est de 9,9 °C, avec une amplitude thermique annuelle de 14,7 °C. Le cumul annuel moyen de précipitations est de 839 mm, avec 12,6 jours de précipitations en janvier et 9,3 jours en juillet. Pour la période 1991-2020, la température moyenne annuelle observée sur la station météorologique la plus proche, située sur la commune de Méaulte à 12 km à vol d'oiseau, est de 10,7 °C et le cumul annuel moyen de précipitations est de 730,3 mm,. Pour l'avenir, les paramètres climatiques de la commune estimés pour 2050 selon différents scénarios d'émission de gaz à effet de serre sont consultables sur un site dédié publié par Météo-France en novembre 2022.

## Urbanisme

### Typologie
Au 1er janvier 2024, Varennes est catégorisée commune rurale à habitat dispersé, selon la nouvelle grille communale de densité à sept niveaux définie par l'Insee en 2022.
Elle est située hors unité urbaine. Par ailleurs la commune fait partie de l'aire d'attraction d'Amiens, dont elle est une commune de la couronne,. Cette aire, qui regroupe 369 communes, est catégorisée dans les aires de 200 000 à moins de 700 000 habitants,.

### Occupation des sols
L'occupation des sols de la commune, telle qu'elle ressort de la base de données européenne d'occupation biophysique des sols Corine Land Cover (CLC), est marquée par l'importance des territoires agricoles (94,5 % en 2018), en diminution par rapport à 1990 (100 %). La répartition détaillée en 2018 est la suivante : 
terres arables (92 %), zones urbanisées (5,5 %), prairies (2,5 %). L'évolution de l'occupation des sols de la commune et de ses infrastructures peut être observée sur les différentes représentations cartographiques du territoire : la carte de Cassini (XVIIIe siècle), la carte d'état-major (1820-1866) et les cartes ou photos aériennes de l'IGN pour la période actuelle (1950 à aujourd'hui).

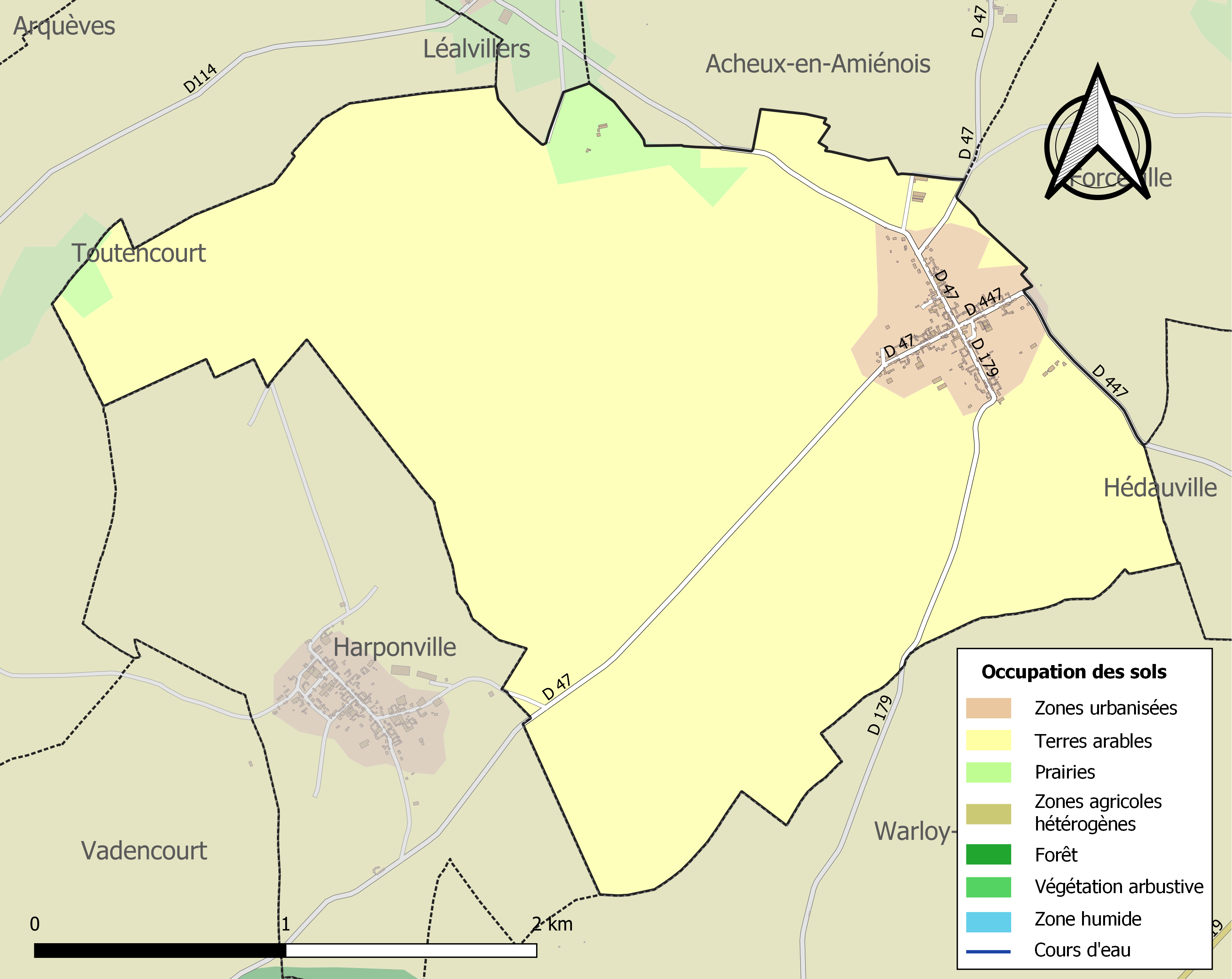
Carte des infrastructures et de l'occupation des sols de la commune en 2018 (CLC).

### Habitat
Le village de Varennes, détruit à la fin du XVe siècle, fut reconstruit sur un plan en forme de croix, d'où le nom de Varennes-en-Croix. C'est un village carrefour où se croisent les routes de Contay à Acheux-en-Amiénois et d'Hédauville à Harponville. Ce carrefour constitue le centre du village où se situent l'église et la mairie.

### Voies de communication et transports
En 2019, la localité est desservie par les autocars du réseau interurbain Trans'80 Hauts-de-France.

## Toponymie
Le nom de la localité est attesté sous les formes Warennæ (1064) ; Varennæ (1218) ; Warennia (1248) ; Warenes (XIIIe siècle) ; Varennes (1248) ; Vareni (1316) ; Warennes (1262) ; Varesnes (1274) ; Warenne (1314) ; Warenne (1314) ; Varenes (1337) ; Varaines (xve siècle) ; Varene (1733) ; Varenne (1757) ; Varesne (1700).
Pluriel de l'oïl varenne, « terrain où il est défendu de chasser ou de pêcher sans la permission du seigneur ».

## Histoire
À la fin du XIXe siècle, on pouvait indiquer que « Varennes est, sans contredit, le village le mieux bâti du département de la Somme ; les rues sont coupées à angle droit et sont disposées de manière à former une croix grecque ».

### Moyen Âge
Au XIIe siècle est créée par Hugues III de Campdavène, comte de Saint-Pol, « en réparation de ses crimes », l'Abbaye de Clairfay, située entre Varennes et Léalvillers
Franc-Mailly est situé à l'endroit où se trouve le cimetière actuel de Varennes. Les seigneurs y avaient leur résidence avec une ferme et un moulin.
Les seigneurs de Franc-Mailly désirant favoriser la culture de leur domaine accordèrent des terrains à la population pour y construire leurs maisons, affranchis de toute espèce de droits et d'impôts. Avec le temps, le village de Franc-Mailly devint un repaire de malfaiteurs. Selon la tradition, en 1069, on fut obligé de mettre le feu aux quatre coins du village de Franc-Mailly sur ordre du seigneur. Ainsi, le noyau du village de Varennes se serait formé autour des maisons restées en état dans le bas de Franc-Mailly.

#### Les seigneurs de Varennes
La seigneurie de Varennes remonte au XIIIe siècle. Elle s'est transmise dans la maison de Varennes, avant de passer, à la suite du mariage, en 1387, de Jeanne de Raineval avec Baudoin d'Ailly, vidame d'Amiens, dans la maison d'Ailly, qui la conserve jusqu'au milieu du XVIe siècle. Elle passe ensuite, toujours par mariage, à la maison de Monchy, puis, après la mort de Jean IV de Monchy en 1638, à une première branche de la maison de Mailly, après le mariage de Marguerite de Monchy avec René III de Mailly, marquis de Mailly, gouverneur de Corbie. Augustin-Joseph de Mailly (1708-1794), marquis d'Haucourt et baron de Saint-Amand puis, à partir de janvier de 1744, comte de Mailly, maréchal de France le 13 juin 1783, guillotiné le 25 mars 1794, est le dernier seigneur de Varennes.

#### Charles le Téméraire
En 1472, le duc de Bourgogne Charles le Téméraire envahit la Picardie en représailles contre Louis XI qui refuse de ratifier le traité du 3 octobre 1471 par lequel Charles le Téméraire entre en possession d'Amiens, de Saint-Quentin et de la prévôté du Vimeu. L'armée de ce dernier brûle de nombreux villages sur son passage, dont celui de Varennes qui hérite, lors de sa reconstruction, de son plan en croix.
L'abbaye de Clairfay est détruite en 1472 par  Charles le Téméraire,

### La guerre de Trente Ans à Varennes
Varennes subit les pillages et saccages des troupes espagnoles, comme l'atteste un procès-verbal de 1636 dans lequel on lit que le village est brûlé en septembre 1635.
L'abbaye est détruite une nouvelle fois en 1637 par les Espagnols. Reconstruite à partir de 1708, l'église abbatiale portait la date de 1720 sur son fronton. L'abbaye est supprimée en 1742, elle ne comptait alors plus qu'un seul religieux.

### Révolution française
À la Révolution française l'abbaye de Clairfay devient un bien national, et est vendue à Abraham Fatton et Jacques Théodore Berly afin d'y installer une filature. Les objets de culte en métal, cuivres, argenterie et la cloche de l'église furent envoyés à l'hôtel des monnaies de Lille pour y être fondus. L'église abbatiale a été détruite après 1850.

### Guerre de 1870
En septembre 1870, pendant la guerre entre la France et l'Allemagne, Varennes subit l'occupation prussienne pendant trois ou quatre jours. Le village doit faire face à des dommages de guerre, pour le logement et la nourriture des troupes ennemies et des chevaux, ainsi que divers vols. Varennes doit également payer une réquisition financière, au titre d'indemnité de guerre, égale aux dix douzièmes du principal de ses quatre contributions directes soit 4 122 F. La commune doit alors faire appel aux habitants pour se faire prêter cette somme.

### Première Guerre mondiale
- Varennes-en-Croix fut un village de l'arrière à proximité du front pendant la Première Guerre mondiale. Pendant deux ans, d'octobre 1916 à octobre 1918, un poste d'évacuation sanitaire anglais (Casualty Clearing Station)  s'installe à proximité du village[21]. Ce poste accueille notamment JRR Tolkien en octobre 1916[22]. Un cimetière militaire britannique est créé, 1 220 soldats y sont enterrés (1191 anglais, 16 néo-zélandais, 5 canadiens, 2 australiens, 1 russe)[23].
- En 1916, le front, entre les lignes françaises et allemandes, se trouvait à 7 km de Varennes, de nombreux souterrains furent aménagés et occupés dans les villages alentour, mais celui de Varennes ne fut occupé qu'au moment des fêtes de Pâques en 1918 par les troupes britanniques. On peut ainsi lire « J. Connoly, Smith, Baker Sgt, 1918 » sur une des parois du souterrain[24].

### Passé ferroviaire de la commune

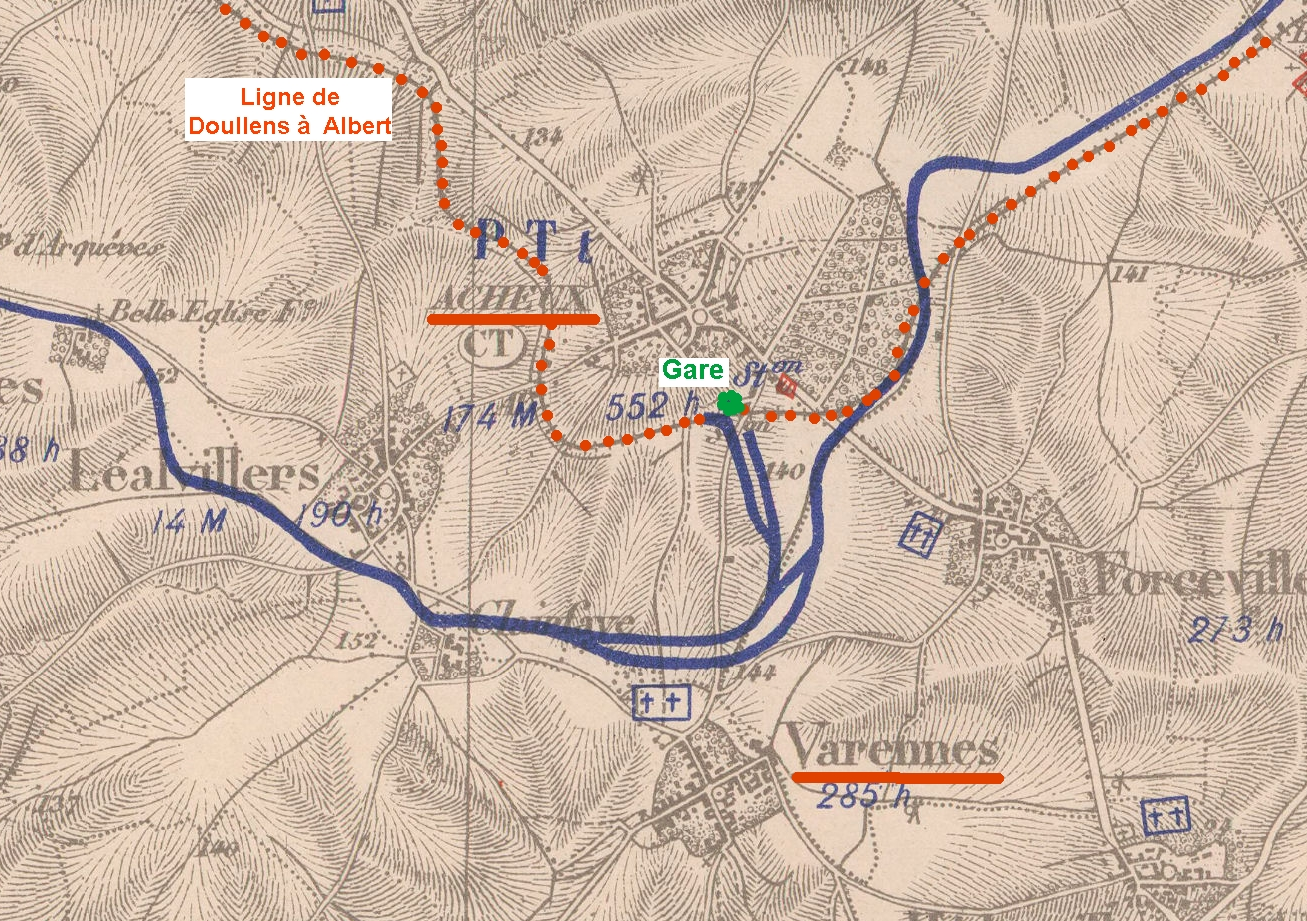
Tracé de la ligne en 1920.
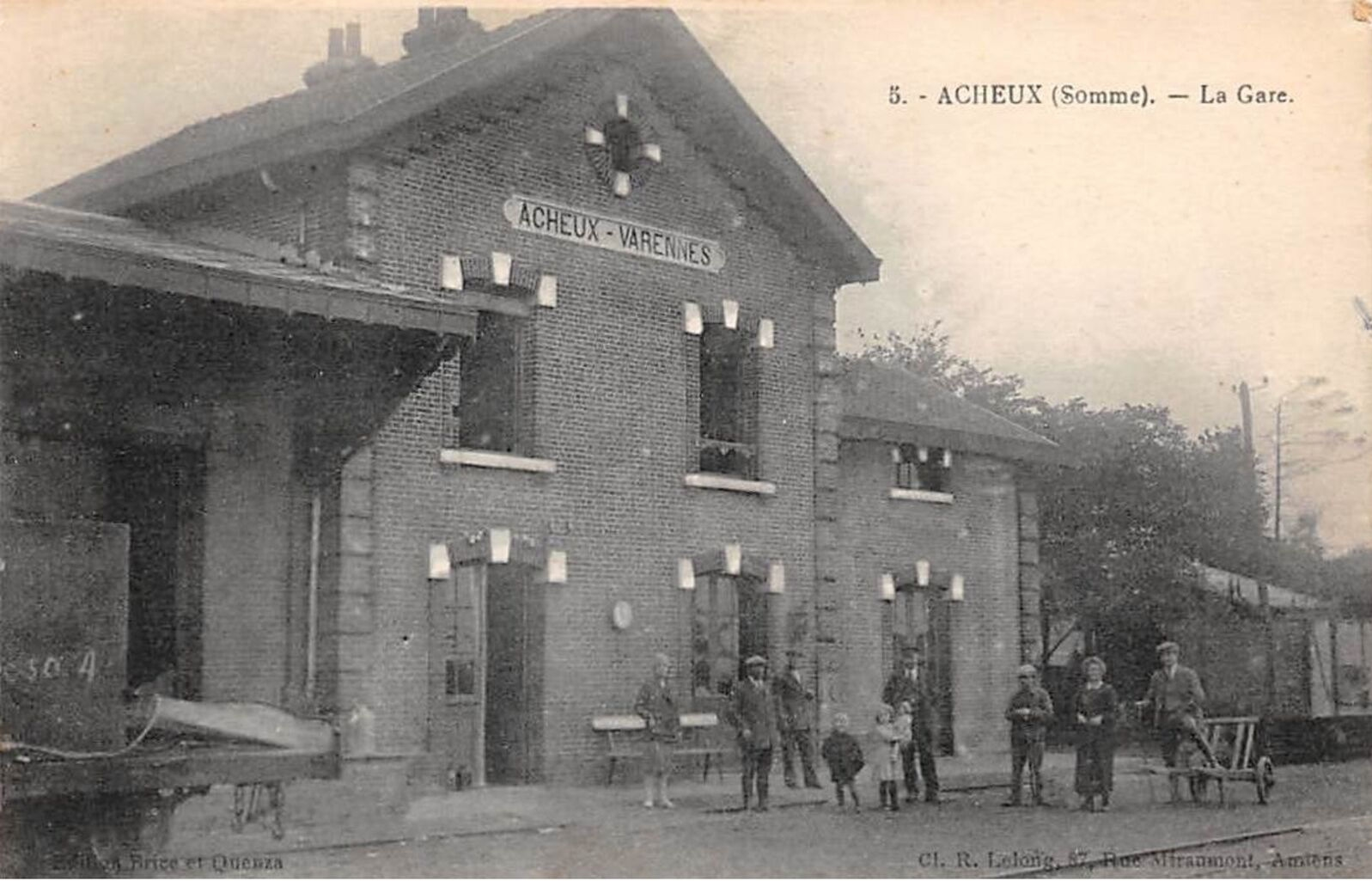
Carte postale de la gare d'Acheux-Varennes vers 1910 vue côté voies.
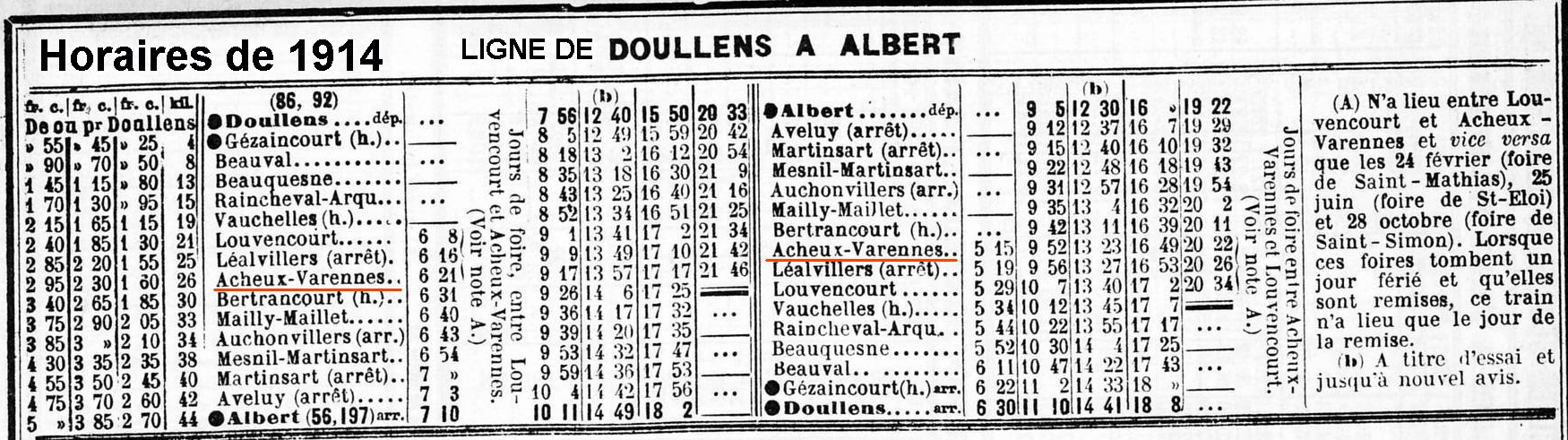
Horaire de la ligne en mai 1914.

De 1891 à 1949, le village d'Acheux-en-Amiénois  a été relié à la Ligne de chemin de fer de Doullens à Albert, qui , venant de Léalvillers, passait au mord de la commune et se dirigeait ensuite vers la halte de Bertrancourt. La gare commune  aux villages d'Acheux et de Varennes était située au nord de la commune.

A une époque où le chemin de fer était le moyen de déplacement le plus pratique, cette ligne connaissait un important trafic de passagers et de marchandises. En 1914, cinq trains s'arrêtaient dans chaque sens chaque jour à la gare commune aux villages d'Acheux et de Varennes, située à 1,5 km au nord de la commune sur le territoire de la commune d'Acheux-en-Amiénois.
	
Après la Seconde Guerre mondiale, avec l'amélioration des routes et le développement du transport automobile, le trafic ferroviaire a périclité et la ligne a été fermée en 1949. Les rails ont été retirés et la gare désaffectée.

De nos jours,  le tracé de l'ancienne voie est encore présent dans le sud de la commune.

## Politique et administration

### Rattachements administratifs et électoraux
La commune se trouvait depuis 1926 dans l'arrondissement d'Amiens du département de la Somme. Par arrêté préfectoral du 27 décembre 2016, la commune en est détachée le 1er janvier 2017  pour intégrer l'arrondissement de Péronne.
Pour l'élection des députés, elle fait partie depuis 1958 de la cinquième circonscription de la Somme.
Elle faisait partie depuis 1801 du canton d'Acheux-en-Amiénois. Dans le cadre du redécoupage cantonal de 2014 en France, la commune est désormais intégrée au canton d'Albert.

### Intercommunalité
Varennes est membre de la communauté de communes du Pays du Coquelicot, créée fin 2001 sous le nom de Communauté de communes de la région d'Albert - Acheux en Amiénois et Bray-sur-Somme.

### Liste des maires

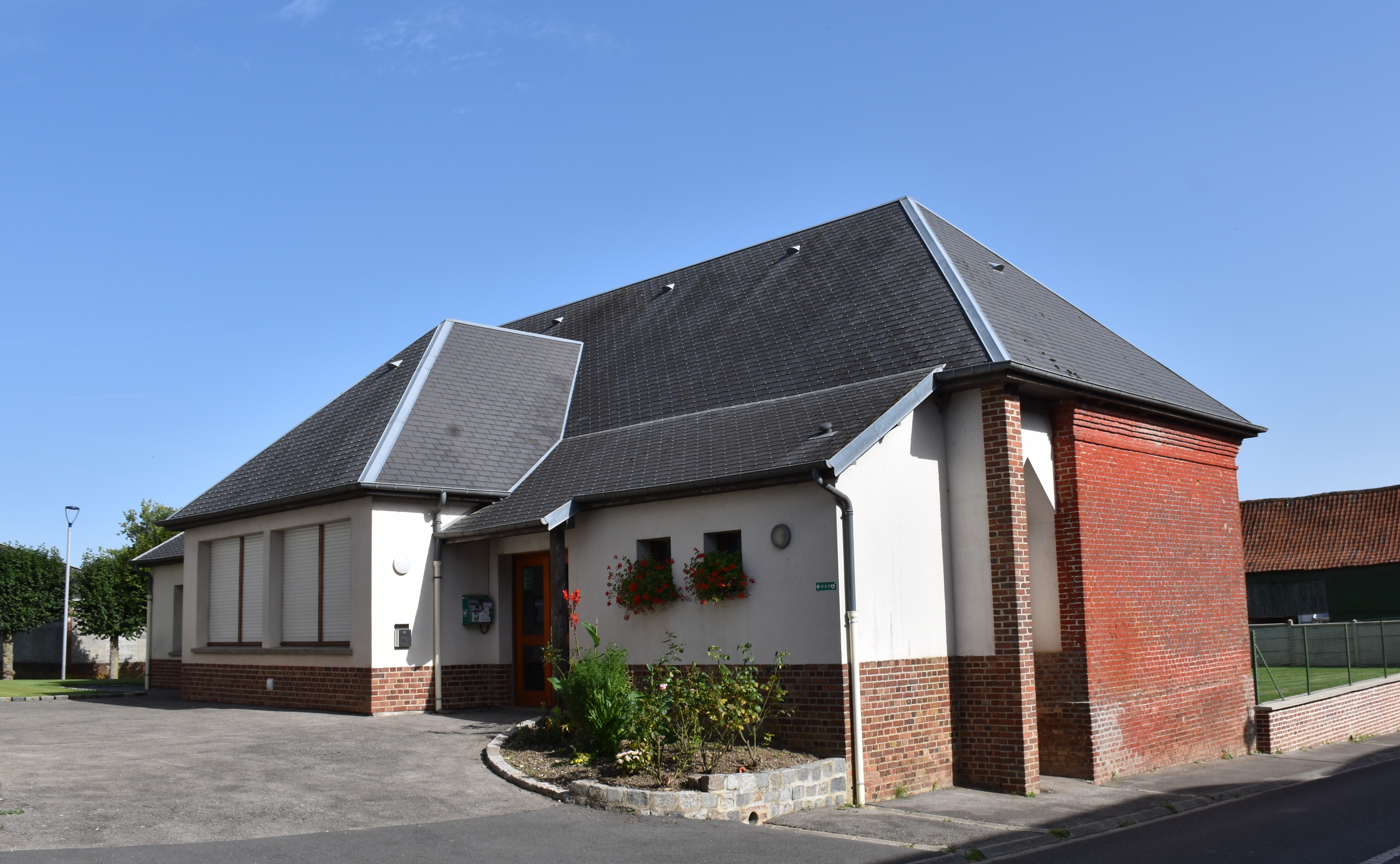
La mairie.

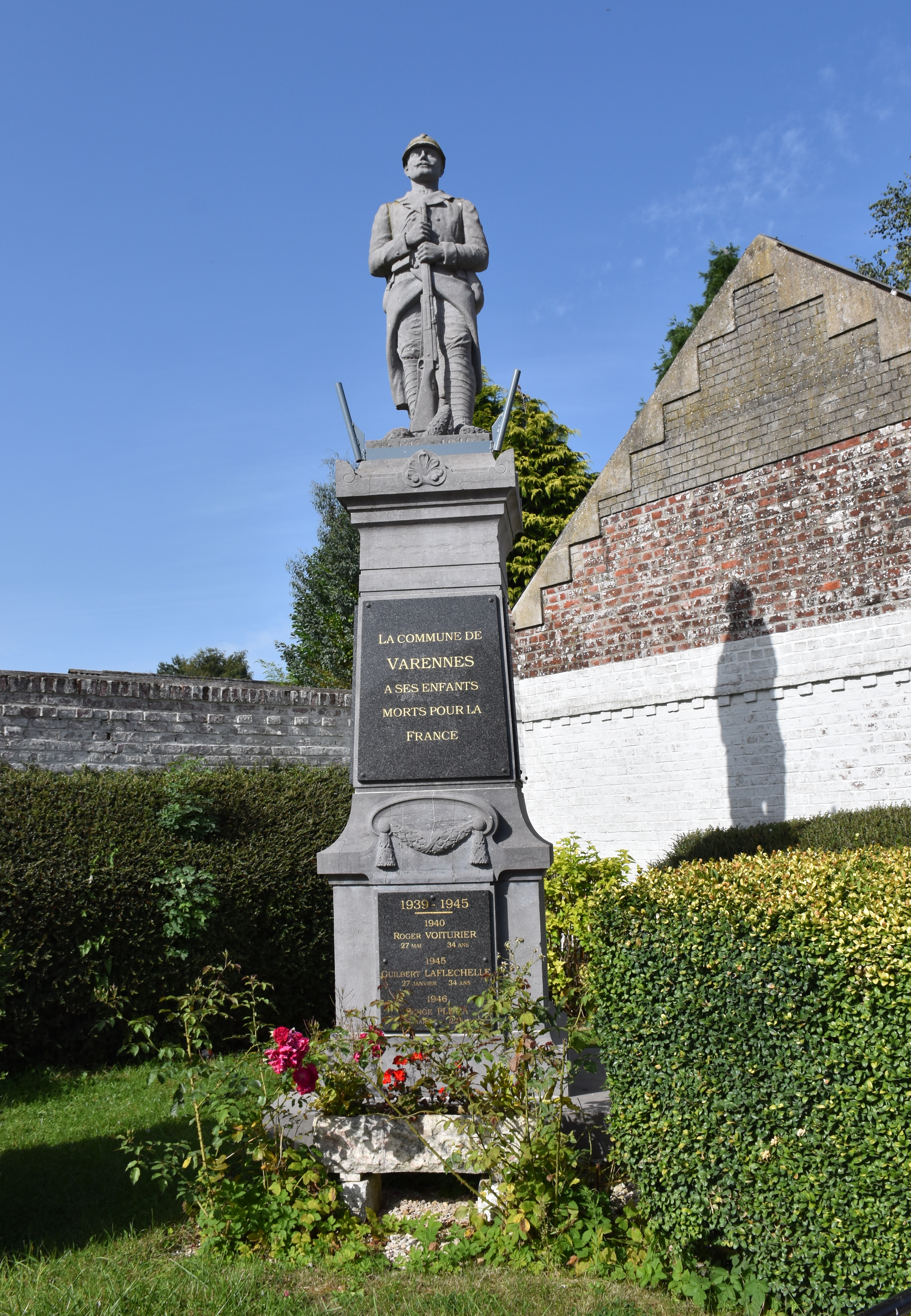
Le monument aux morts.

| Période                                  | Période                       | Identité      | Étiquette | Qualité |
| ---------------------------------------- | ----------------------------- | ------------- | --------- | --- |
| Les données manquantes sont à compléter. |                               |               |           | |
| 1977                                     | août 2015                     | Jackie Pillon |           | Décédé en fonction |
| octobre 2015                             | En cours (au 13 juillet 2020) | Sylvie Brood  |           | Institutrice du village de 1986 à 2001, retraitée Vice-présidente de la CC du Pays du Coquelicot (2020 → ) Réélue pour le mandat 2020-2026 |

### Politique de développement durable
En 2012, la commune a fait procéder à l'enfouissement des lignes électriques[réf. nécessaire].

## Population et société

### Démographie
L'évolution du nombre d'habitants est connue à travers les recensements de la population effectués dans la commune depuis 1793. Pour les communes de moins de 10 000 habitants, une enquête de recensement portant sur toute la population est réalisée tous les cinq ans, les populations de référence des années intermédiaires étant quant à elles estimées par interpolation ou extrapolation. Pour la commune, le premier recensement exhaustif entrant dans le cadre du nouveau dispositif a été réalisé en 2004.

En 2022, la commune comptait 221 habitants, en évolution de +0,45 % par rapport à 2016 (Somme : −1,26 %, France hors Mayotte : +2,11 %).
| 1793 | 1800 | 1806 | 1821 | 1831 | 1836 | 1841 | 1846 | 1851 |
| ---- | ---- | ---- | ---- | ---- | ---- | ---- | ---- | ---- |
| 574  | 598  | 699  | 697  | 662  | 674  | 675  | 658  | 667  |

| 1856 | 1861 | 1866 | 1872 | 1876 | 1881 | 1886 | 1891 | 1896 |
| ---- | ---- | ---- | ---- | ---- | ---- | ---- | ---- | ---- |
| 627  | 617  | 551  | 544  | 518  | 462  | 436  | 461  | 416  |

| 1901 | 1906 | 1911 | 1921 | 1926 | 1931 | 1936 | 1946 | 1954 |
| ---- | ---- | ---- | ---- | ---- | ---- | ---- | ---- | ---- |
| 417  | 402  | 372  | 294  | 290  | 264  | 270  | 259  | 252  |

| 1962 | 1968 | 1975 | 1982 | 1990 | 1999 | 2004 | 2006 | 2009 |
| ---- | ---- | ---- | ---- | ---- | ---- | ---- | ---- | ---- |
| 233  | 211  | 184  | 181  | 181  | 177  | 185  | 183  | 206  |

| 2014 | 2019 | 2022 | - | - | - | - | - | - |
| ---- | ---- | ---- | - | - | - | - | - | - |
| 216  | 218  | 221  | - | - | - | - | - | - |

### Sports, fêtes et loisirs
- Le village possède un club sportif : un club de V.T.T.[réf. nécessaire]
- Il existe aussi une société de chasse.[réf. nécessaire]

Le ballon au poing a été représenté en juillet 2019 par un graph de l'artiste K2B Graff sur le poste de transformation électrique de la place du village, ainsi que les couleurs de l'équipe locale, grâce au soutien d'Enedis, de la Fédération départementale de l'énergie et de la mairie.
Le 4e week-end du mois d'août a lieu la fête locale avec des forains (jeux de pièces, manèges, auto-tamponneuses), le soir un bal et le lundi un feu d'artifice.

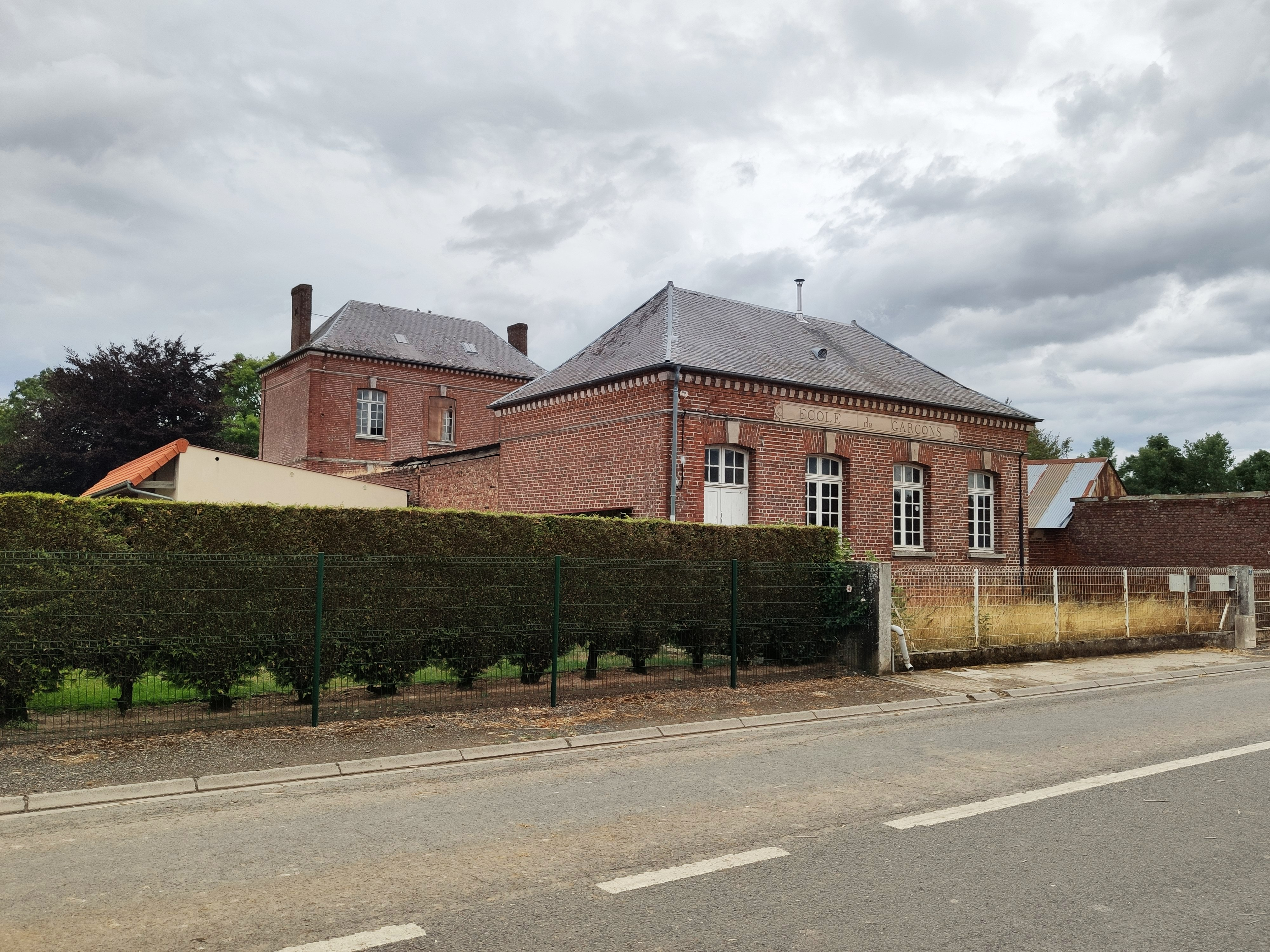
L'école.
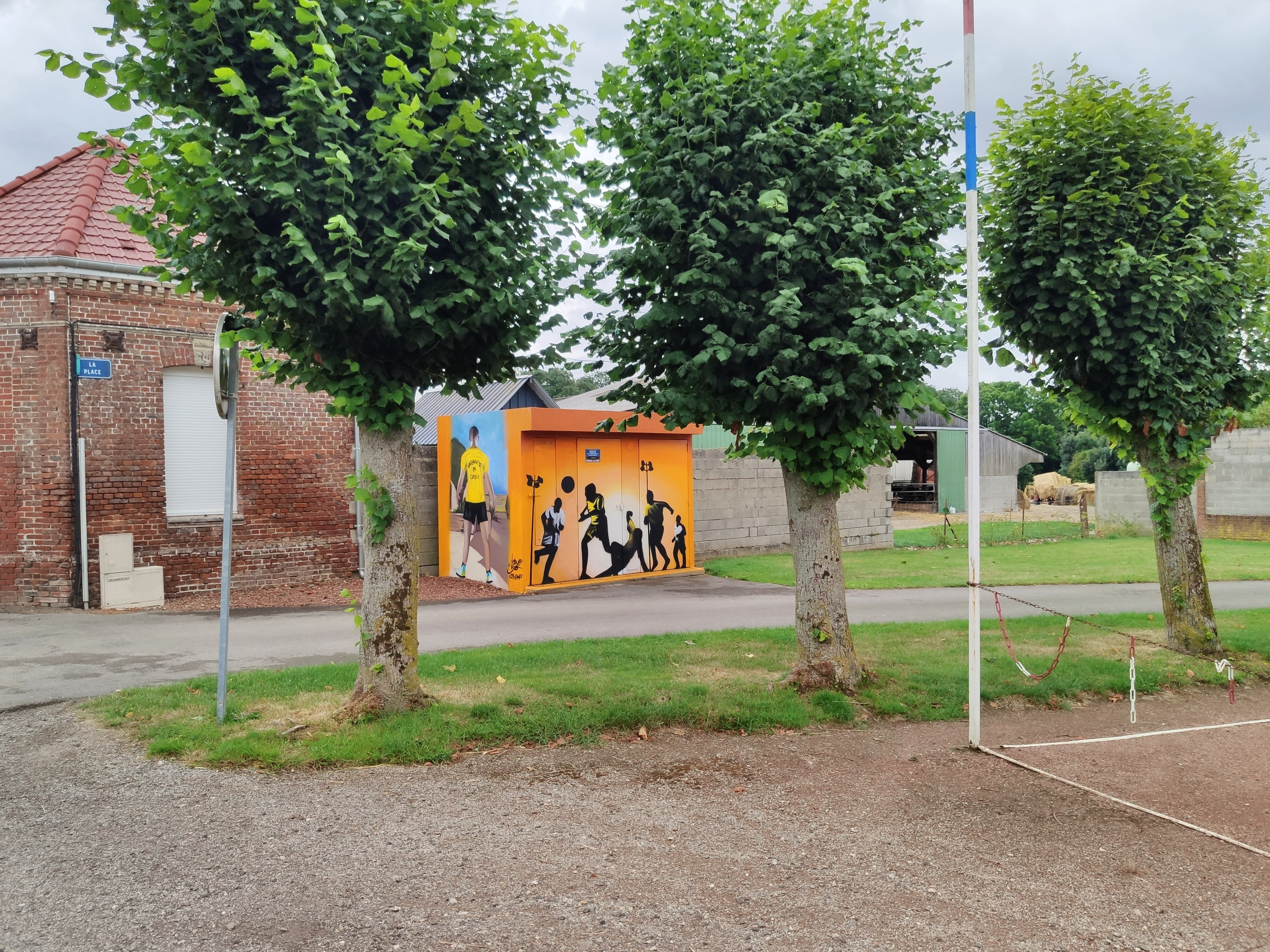
Transformateur électrique de la Place, décoré aux couleurs du club de balle au poing du village.
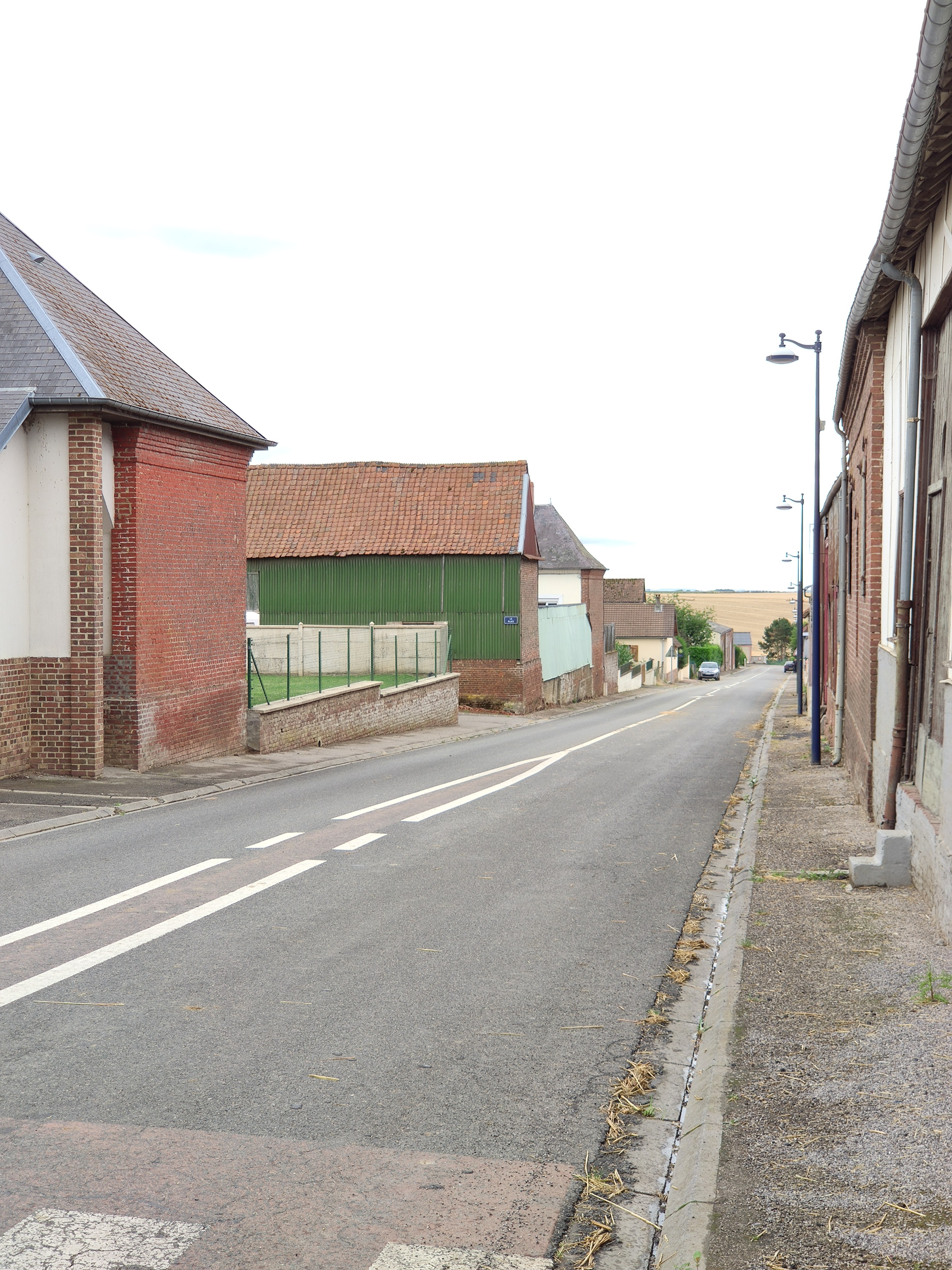
Rue du village.

## Culture locale et patrimoine

### Lieux et monuments

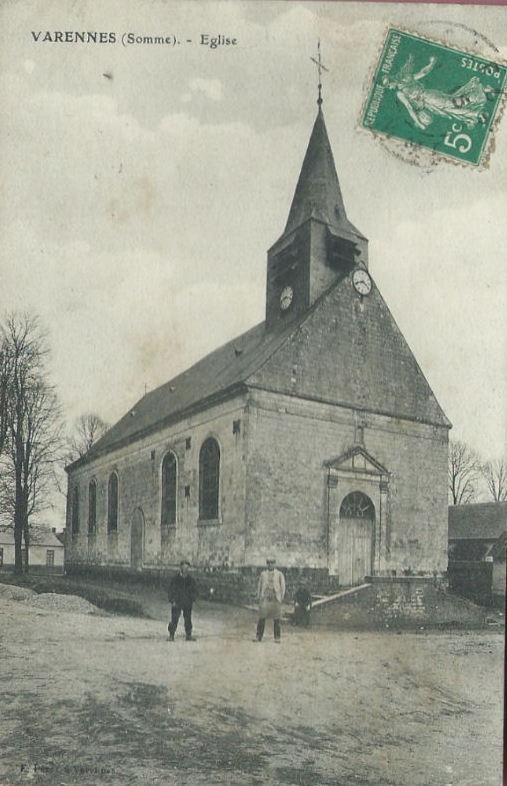
Carte postale de l'église vers 1910.

- L'église Notre-Dame-de-l'Assomption
Dans les registres paroissiaux pour l'année 1661 on peut lire une note : « Un curé de Varennes recommande aux fidèles de cette paroisse et à ceux de Léalvillers de prier pour les âmes de Nicolas Carrette et Nicolas de Berly qui ont caché les cloches pour les soustraire aux ennemis. »

Le 4 janvier 1717 a lieu le baptême de la grosse cloche nommée Castille. Le parrain est Antoine Goubet, la marraine Marie Anne Charlotte Thibaut.
En 1771, l'église de Varennes est reconstruite avec les matériaux du château d'Hyerville, détruit après la mort de Catherine de Rinchevalle, décédée à 82 ans le 29 novembre 1764 en son château, veuve de Louis de Carbonel, seigneur d'Hyerville.
L'église comprend un important mobilier liturgique.
- Les muches 
Pour se protéger des armées ennemies, les habitants de Varennes creusèrent un souterrain refuge situé sous l'emplacement de la place du village et de l'église. Il est composé d'une galerie de trente-neuf mètres de long et de vingt-neuf chambres. Des encoches encore visibles aujourd'hui étaient destinées à recevoir le linteau des portes. Huit de ces chambres disposaient de caves avec accès à un puits. Des fouilles, entreprises en 1970, ont permis de relever des inscriptions comme : "1636"; "Adrien Lefèvre 1660"; Guillomin Ringard, Antonin Goubet en l'an 1677". Un liard daté de 1656 y a été également retrouvé.
Ces muches ont été par la suite utilisées pour le travail de la laine en hiver. Des éboulements ont entrainé leur fermeture[24].

- Vestiges de l'abbaye de Clairfay : 
Entre Varennes et Léalvillers, dans le hameau de Clairfay, subsistent les vestiges de l'ancienne abbaye de chanoines augustiniens.

- Habitat traditionnel : On peut encore voir dans le village plusieurs bâtiments en torchis, le long de la route principale.

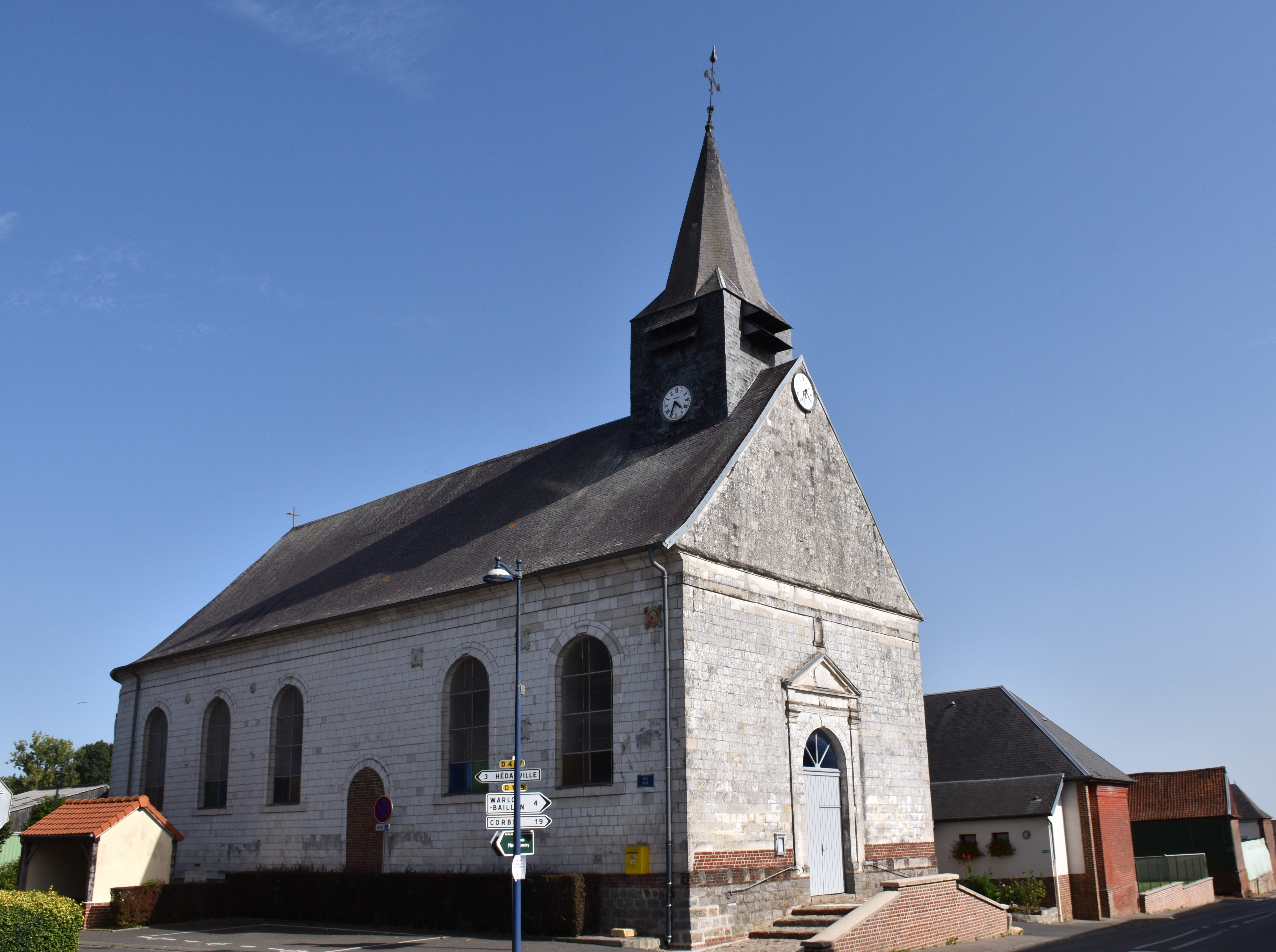
Vue de l'église.
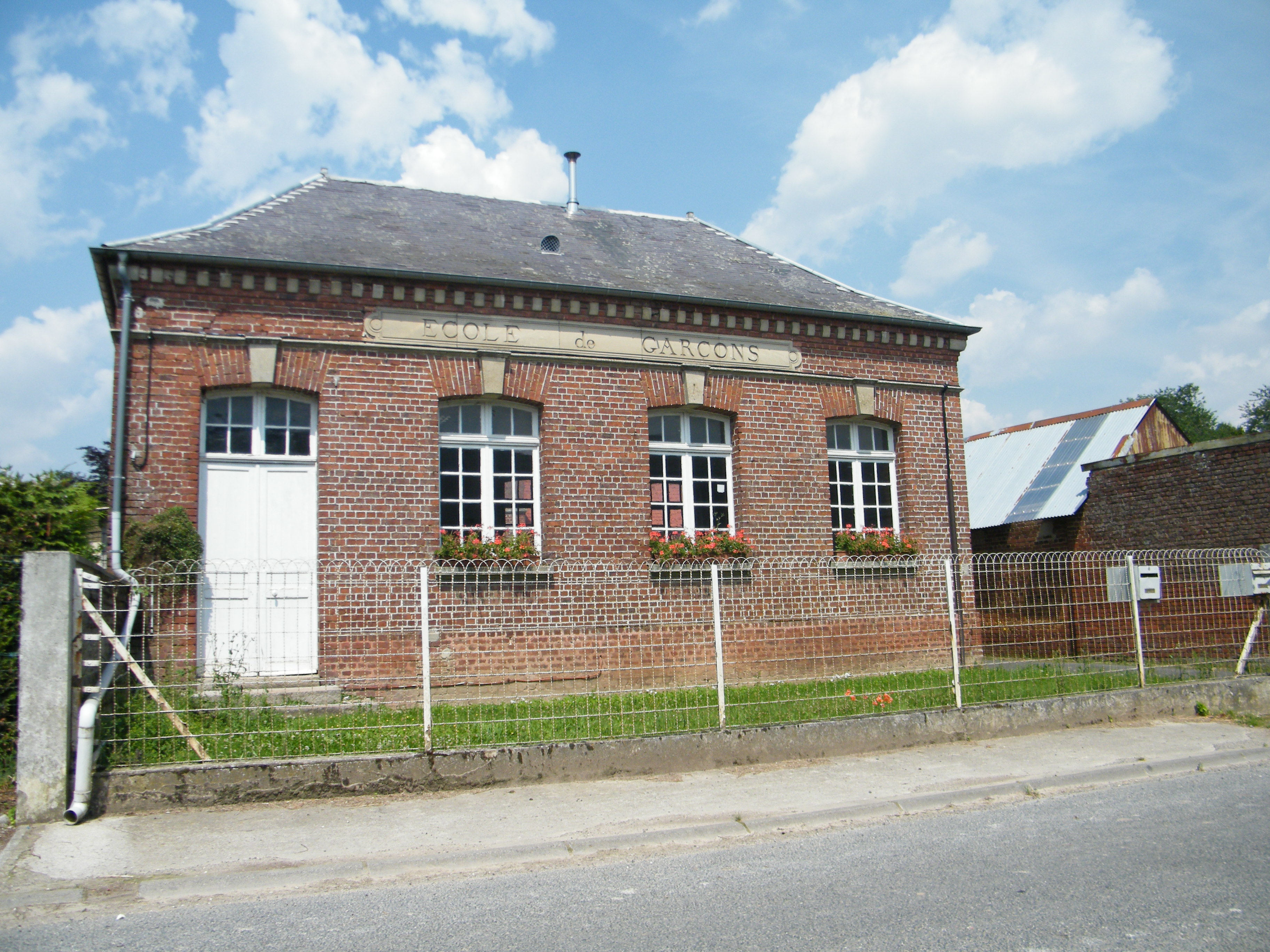
École.
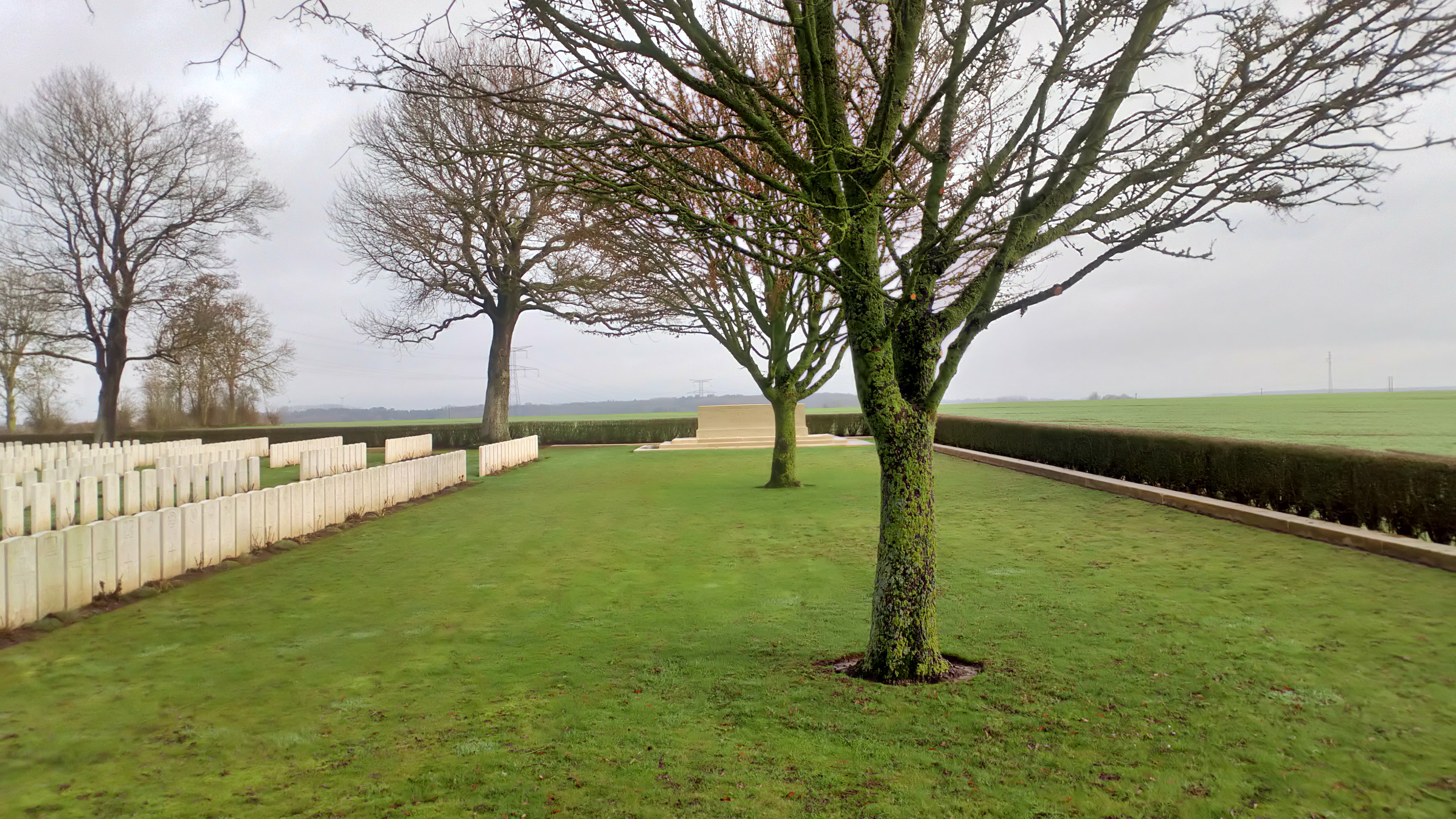
Cimetière militaire britannique de Varennes-en-Croix.
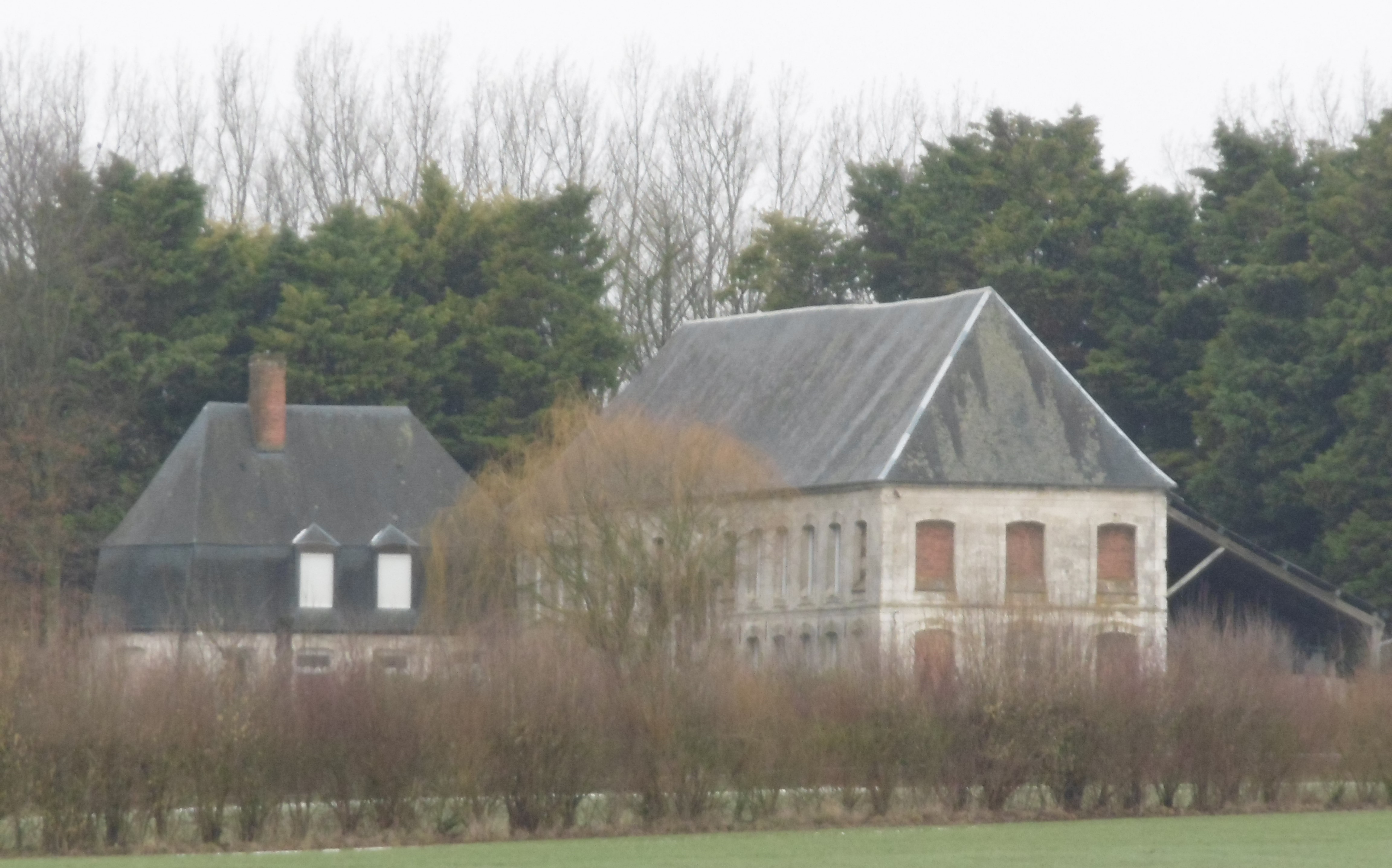
Vestiges de l'abbaye de Clairfay

### Légendes et traditions
Les habitants ont transmis à la postérité les contes de Jean-Gris[réf. nécessaire]. Une légende populaire se rattache au souvenir de Franc-Mailly. À l'endroit où existait cet antique village dont l'enceinte est encore parfaitement dessinée par les haies qui s'y trouvent, dans un petit chemin formant le tour de ville et appelé encore aujourd'hui la ruelle Jean-Gris, on voyait et on entendait chaque nuit, racontent les bonnes gens du pays, piaffer un superbe cheval blanc, bridé, sellé et paraissant attendre que quelqu'un le montât. Mais, ajoute-t-on, les curieux se seraient bien gardé d'essayer la monture, craignant d'être emportés dans les airs ou engloutis dans la terre.
Les villageois de Varennes ont également transmis la tradition orale concernant les Templiers du « bois-des-masures ». L'histoire de cette maison semble être attestée par les matériaux qu'on y retrouve encore. Varennes était autrefois presque entièrement entouré de bois qui sont aujourd'hui tous défrichés. C'était les bois dits, de Varennes, de la Hétroie, du Crocq, des Mazures. Ce dernier tirait probablement son nom des ruines que l'on y trouve encore et où s'élevaient jadis des constructions d'une maison ou ferme appartenant aux chevaliers du Temple.

### Héraldique
|  | Les armes de la commune se blasonnent ainsi : de gueules à la croix d'or. |

## Pour approfondir